# Rio Coxipó do Ouro
Rio Coxipó do Ouro är ett vattendrag i Brasilien.   Det ligger i delstaten Mato Grosso, i den centrala delen av landet, 900 km väster om huvudstaden Brasília.
Runt Rio Coxipó do Ouro är det i huvudsak tätbebyggt. Runt Rio Coxipó do Ouro är det tätbefolkat, med 762 invånare per kvadratkilometer.